# Португалия на «Евровидении-1992»
Португалия принимала участие в тридцать седьмом выпуске телевизионного конкурса Евровидение-1992, который состоялся 9 мая в Мальмё, Швеция. Страну представляла певица Дина с песней Amor d'água fresca («Любовь свежей воды»), написанной ею в соавторстве с Розой Лобату де Фариа. По итогам голосования Дина заняла 17-е место из 23, набрав 26 очков. Тем не менее, Amor d'água fresca стала предшественницей португальской заявки на Евровидение-1993 A cidade (até ser dia) в исполнении Анабелы. Конкурс был показан RTP на канале RTP 1 с комментариями Эладиу Климаку. Глашатаем была Ана Занатти.

## До «Евровидения»

### Festival da Canção 1992
Начиная с 1964 года, когда Португалия дебютировала на Евровидение, телекомпания RTP организовывает национальный отбор под названием Festival da Canção. Данная процедура была использована и при отборе заявки 1992 года. Двадцать восьмой выпуск Festival da Canção состоялся 7 марта 1992 года в театре Сао-Луиш в Лиссабоне. Ведущими были Эладиу Климаку и Ана Занатти. Финал отличался тем, что в нём участвовало пять песен, отобранных в результате серии пяти еженедельных полуфиналов, проходивших с 12 января по 9 февраля, в то время как другие пять песен прошли внутренний отбор комиссии, собранной телекомпанией RTP. Победитель определялся путём голосования жюри из 22 регионов Португалии. Среди конкурсантов Festival da Canção была будущая представительница Португалии на Евровидение-2003 Рита Герра.
| Порядок выступления | Исполнитель     | Название песни            | Очки | Место |
| ------------------- | --------------- | ------------------------- | ---- | ----- |
| 1                   | Рита Герра      | Meu amor inventado em mim | 170  | 2     |
| 2                   | Дина            | Amor d'água fresca        | 230  | 1     |
| 3                   | Луиш Дуарте     | Um amigo sempre à mão     | 47   | 10    |
| 4                   | Жозе Карвалью   | Foi aparecida             | 100  | 8     |
| 5                   | Исабель Кампелу | Boa noite, tristeza       | 141  | 4     |
| 6                   | Нани            | Eu sou maria-rapaz        | 157  | 3     |
| 7                   | Os Safari       | Amo o sol                 | 140  | 5     |
| 8                   | Мария Эмауз     | Outra noite               | 52   | 9     |
| 9                   | Криштина Рок    | A tua cor café            | 137  | 6     |
| 10                  | Диана           | Um adeus que demora       | 102  | 7     |

## На «Евровидении»
Дина выступала под номером 8, между Исландией и Кипром. Во время выступления певица, одетая в рубашку с блёстками, пела, аккомпанируя себе на акустической гитаре. В конце голосования Португалия заняла заняла 17-е место из 23, набрав 26 очков. 12 очков португальское жюри присудило одному из фаворитов конкурса — Мальте. Дирижёром во время исполнения португальской заявки был Карлуш Альберту Мониз.

### Голосование
| Очки      | Страна               |
| --------- | -------------------- |
| 12 баллов |                      |
| 10 баллов |                      |
| 8 баллов  | - Германия - Израиль |
| 7 баллов  |                      |
| 6 баллов  |                      |
| 5 баллов  | - Югославия          |
| 4 балла   |                      |
| 3 балла   |                      |
| 2 балла   | - Греция - Финляндия |
| 1 балл    | - Италия             |

| Очки      | Страна   |
| --------- | -------- |
| 12 баллов | Мальта   |
| 10 баллов | Германия |
| 8 баллов  | Италия   |
| 7 баллов  | Израиль  |
| 6 баллов  | Исландия |
| 5 баллов  | Греция   |
| 4 балла   | Ирландия |
| 3 балла   | Австрия  |
| 2 балла   | Кипр     |
| 1 балл    | Дания    |